# Sphaerosyllis arenaceus
Sphaerosyllis arenaceus är en ringmaskart. Sphaerosyllis arenaceus ingår i släktet Sphaerosyllis och familjen Syllidae. Inga underarter finns listade i Catalogue of Life.